# Dunama Dibbalami
Dunama Dibbalami - mai czyli król państwa Kanem-Bornu w latach 1221–1259.
Pochodził z mahometańskiej dynastii Saif. Nawiązał szerokie kontakty dyplomatyczne z krajami Maghrebu, nieraz wspierając dyplomację hojnymi darami, np. władca Tunisu otrzymał w darze żyrafę. Wspierał także ruch pielgrzymkowy do Mekki. W stosunku do okolicznych, pogańskich plemion prowadził nieprzejednaną politykę dżihadu, rozszerzając granice państwa od Kano po Wadai i od Libii po Adamawa. Na opanowanych terytoriach osadzał namiestników wojskowych, w często oddalonych garnizonach, co sprzyjało tendencjom odśrodkowym. Buntom zapobiegał dzięki osobistej charyzmie, już jednak jego synowie nie zdołali utrzymać całości imperium.